# Alija Fargatowna Mustafina
Alija Fargatowna Mustafina (russisch Алия Фаргатовна Мустафина; * 30. September 1994 in Jegorjewsk) ist eine ehemalige russische Kunstturnerin. Ihr Heimatverein war der ZSKA Moskau. Ihr Vater, der frühere Weltklasse-Ringer Farhat Mustafin, war ihr Berater.
Mustafina gewann bei den Weltmeisterschaften 2010 in Rotterdam die Goldmedaille im Mehrkampf und Gold im Mannschaftsmehrkampf mit der russischen Nationalmannschaft. Am Sprung, Boden und Stufenbarren gewann sie jeweils die Silbermedaille.
Bei den Europameisterschaften 2011 in Berlin zog sie sich im Mehrkampffinale eine Knieverletzung zu und musste aus dem Wettbewerb ausscheiden.
Im darauffolgenden Jahr gewann Mustafina bei den Olympischen Sommerspielen in London vier Medaillen – so viele wie kein anderer Teilnehmer der Turnwettbewerbe. Sie wurde Olympiasiegerin am Stufenbarren, wurde hinter den US-Amerikanerinnen Olympiazweiten mit der Mannschaft und gewann im Einzelmehrkampf und am Boden jeweils Bronze.
Bei den Turn-Weltmeisterschaften 2013 in Antwerpen gewann Mustafina das Schwebebalken-Finale und belegte im Stufenbarren-Finale den dritten Platz. Im Mehrkampf-Finale erreichte sie ebenfalls Platz drei.
2016 erturnte sie bei den Olympischen Sommerspielen in Rio de Janeiro am Stufenbarren eine zweite olympische Goldmedaille, eine Silbermedaille im Team-Mehrkampf sowie eine Bronzemedaille im Einzelmehrkampf. Bei den Weltmeisterschaften 2018 in Doha gewann sie eine Silbermedaille im Mannschaftsmehrkampf.
Mustafina gab am 8. Juni 2021 anlässlich des Russland-Cups ihren Rücktritt vom Spitzensport bekannt. Bereits im Februar hatte sie ihre Arbeit als Trainerin beim russischen Turnverband aufgenommen. Derzeit ist sie Chefcoach des Juniorinnen-Nationalteams.